# Erin Chan
Erin Chan (Calgary, 9 de agosto de 1979) es una deportista canadiense que compitió en natación sincronizada.
Participó en dos Juegos Olímpicos de Verano en los años 2000 y 2004, obteniendo una medalla de bronce en Sídney 2000 en la prueba de equipo. Ganó una medalla de bronce en el Campeonato Mundial de Natación de 2001.

## Palmarés internacional
| Juegos Olímpicos   | Juegos Olímpicos   | Juegos Olímpicos  | Juegos Olímpicos |
| Año                | Lugar              | Medalla           | Prueba           |
| ------------------ | ------------------ | ----------------- | ---------------- |
| 2000               | Sídney (Australia) | Medalla de bronce | Equipo           |
| Campeonato Mundial |                    |                   |                  |
| Año                | Lugar              | Medalla           | Prueba           |
| 2001               | Fukuoka (Japón)    | Medalla de bronce | Equipo           |